# Nils-Erik Sandell
Nils-Erik Sandell, född 13 mars 1925 i Uppsala, död 24 juni 1989 i Stockholm, var en svensk jazzmusiker.
Sandell började spela violin som sjuåring och var senare gitarrist och violinist i olika amatörorkestrar i Uppsala. Han var bland annat inhoppare i Royal Swingers och ledde även en egen kvintett. År 1943 värvades han till Bo Rosendahls orkester på restaurangen Cecil i Stockholm och bosatte sig då i huvudstaden. Han antogs till Kungliga Musikhögskolan och deltog även i Orkesterjournalens amatörorkestertävlan, där han kom tvåa med  en grupp i vilken även bland andra Kurt Wärngren ingick. Åren 1943–1947 ingick han i Lulle Ellbojs orkester på Vinterpalatset, där huvudsakligen var gitarrist, men han spelade även fiol i tango och stilla valser. På somrarna spelade han med Ellboj i mindre grupper på olika badortshotell. Sommaren 1947 spelade han med Curt Åkerlind på Herrgår'n. Han var därefter verksam i olika dans- och restaurangorkestrar, främst som violinist, men spelade även klassisk musik. Han medverkade också i flera filmer. Under 1980-talet deltog han som musiker i projektet Kultur i vården inom Stockholms läns landsting.